# Байбурт
```

```

Байбурт, також Байберд (тур. Bayburt, вірм. Բայբերդ) — місто на північному сході Туреччини. Адміністративний центр ілу Байбурт. Населення — 32 782 (2010).

## Відомі особистості
В поселенні народився:
- Арсак Нерсесян (1872—1940) — діяч вірменського національно-визвольного руху.